# Discografia de Billy Ray Cyrus
A discografia do cantor Billy Ray Cyrus, consiste em doze álbuns de estúdio, oito compilações, trinta e nove singles, quarenta e um vídeoclipes e um extended play.

## Álbuns de estúdio

### Anos 1990
| Some Gave All                                | - Data de lançamento: 19 de maio de 1992 - Gravadora: PolyGram/Mercury Records - Formatos: CD, cassete       | 1  | 1   | 1  | 1  | 1  | 58 | 5  | 2  | 42 | 34 | - AUS: 3× Platinum - CAN: Diamond - UK: Gold - US: 9× Platinum |
| It Won't Be the Last                         | - Data de lançamento: 22 de junho de 1993 - Gravadora: Polygram / Mercury Records - Formatos: CD, cassete    | 1  | 3   | 1  | 11 | 20 | 86 | 18 | 43 | 33 | 27 | - CAN: 2× Platinum - US: Platinum                              |
| Storm in the Heartland                       | - Data de lançamento: 08 de novembro de 1994 - Gravadora: Polygram / Mercury Records - Formatos: CD, cassete | 11 | 73  | 6  | -  | -  | -  | -  | -  | -  | 40 | - CAN: Gold - US: Gold                                         |
| Trail of Tears                               | - Data de lançamento: 20 de agosto de 1996 - Gravadora: Polygram / Mercury Records - Formatos: CD, cassete   | 20 | 125 | 14 | —  | —  | —  | —  | —  | —  | 50 |                                                                |
| Shot Full of Love                            | - Data de lançamento: 3 de novembro de 1998 - Gravadora: Mercury Nashville - Formatos: CD, cassete           | 32 | —   | 9  | —  | —  | —  | —  | —  | —  | —  |                                                                |
| "—" lançamentos que não entraram nas paradas | |    |     |    |    |    |    |    |    |    |    |                                                                |

### Anos 2000
| Southern Rain[A]                             | - Data de lançamento: 17 de outubro de 2000 - Gravadora: Monument Records - Formatos: CD, cassete           | 13 | 102 | — |
| Time Flies                                   | - Data de lançamento: 10 de junho de 2003 - Gravadora: Madacy Entertainment - Formatos: CD                  | 56 | —   | — |
| The Other Side                               | - Data de lançamento: 28 de outubro de 2003 - Gravadora: Word/Curb/Warner Bros. - Formatos: CD              | 18 | 131 | 5 |
| Wanna Be Your Joe                            | - Data de lançamento: 17 de julho de 2006 - Gravadora: New Door Records - Formatos: CD, download digital    | 24 | 113 | — |
| Home at Last                                 | - Data de lançamento: 14 de julho de 2007 - Gravadora: Walt Disney Records - Formatos: CD, download digital | 3  | 20  | — |
| Back to Tennessee                            | - Data de lançamento: 7 de abril de 2009 - Gravadora: Lyric Street Records - Formatos: CD, music download   | 13 | 41  | — |
| "—" lançamentos que não entraram nas paradas | |    |     |   |

### 2010 - presente
| Título       | Detalhes do álbum                                                                                           | Posições nas paradas | Posições nas paradas |
| Título       | Detalhes do álbum                                                                                           | US Country           | US                   |
| ------------ | --- | -------------------- | -------------------- |
| I'm American | - Data de lançamento: 28 de junho de 2011 - Gravadora: Buena Vista Records - Formatos: CD, download digital | 24                   | 153                  |

## Coletâneas
| The Best of Billy Ray Cyrus: Cover to Cover  | - Data de lançamento: 24 de junho de 1997 - Gravadora: PolyGram/Mercury Records - Formatos: CD, cassete      | 23 | 8 |
| Achy Breaky Heart                            | - Data de lançamento: 2001 - Gravadora: Spectrum Music - Formatos: CD                                        | —  | — |
| The Millennium Collection                    | - Data de lançamento: 23 de março de 2003 - Gravadora: Mercury Nashville - Formatos: CD                      | 59 | — |
| The Definitive Collection                    | - Data de lançamento: 30 de junho de 2004 - Gravadora: Mercury Nashville - Formatos: CD, download digital    | —  | — |
| The Collection                               | - Data de lançamento: 2 de agosto de 2005 - Gravadora: Madacy Entertainment - Formatos: CD, download digital | —  | — |
| Love Songs                                   | - Data de lançamento: 29 de janeiro de 2008 - Gravadora: Mercury Nashville - Formatos: CD, download digital  | 63 | — |
| The Best of Billy Ray Cyrus                  | - Data de lançamento: 2009 - Gravadora: Universal Music Canada - Formatos: CD, download digital              | —  | — |
| Icon                                         | - Data de lançamento:1 de março de 2011 - Gravadora: Mercury Nashville - Formatos: CD, download digital      | —  | — |
| "—" lançamentos que não entraram nas paradas | |    |   |

## Extended plays
| Título                  | Detalhes do álbum                                                                               |
| ----------------------- | ----------------------------------------------------------------------------------------------- |
| iTunes Live from London | - Data de lançamento: 12 de maio de 2009 - Gravadora: iTunes Store - Formatos: download digital |

## Álbuns remix
| Título         | Detalhes do álbum                                                          |
| -------------- | -------------------------------------------------------------------------- |
| Heartland Live | - Data de lançamento: 1994 - Gravadora: Sm'Art Art - Formatos: CD, cassete |

## Singles

### Anos 1990
| 1992                                         | "Achy Breaky Heart"                   | 1  | 4   | 1  | 4  | 1  | 23 | 1  | 3  | - AUS: 3× Platinum - UK: Silver | Some Gave All          |
| 1992                                         | "Could've Been Me"                    | 2  | 72  | 1  | 72 | 43 | 28 | 7  | 24 |                                 | Some Gave All          |
| 1992                                         | "Wher'm I Gonna Live?"                | 23 | —   | 16 | —  | —  | —  | —  | —  |                                 | Some Gave All          |
| 1992                                         | "These Boots Are Made for Walkin'"    | —  | —   | —  | —  | —  | 27 | 42 | 63 |                                 | Some Gave All          |
| 1993                                         | "She's Not Cryin' Anymore"            | 6  | 70  | 3  | —  | —  | —  | —  | —  |                                 | Some Gave All          |
| 1993                                         | "In the Heart of a Woman"             | 3  | 76  | 1  | —  | —  | —  | —  | —  |                                 | It Won't Be the Last   |
| 1993                                         | "Somebody New"                        | 9  | 104 | 14 | —  | —  | —  | —  | —  |                                 | It Won't Be the Last   |
| 1994                                         | "Words by Heart"                      | 12 | 119 | 14 | —  | —  | —  | —  | —  |                                 | It Won't Be the Last   |
| 1994                                         | "Talk Some"                           | 63 | —   | —  | —  | —  | —  | —  | —  |                                 | It Won't Be the Last   |
| 1994                                         | "Storm in the Heartland"              | 33 | 108 | 17 | —  | —  | —  | —  | —  |                                 | Storm in the Heartland |
| 1995                                         | "Deja Blue"                           | 66 | —   | 60 | —  | —  | —  | —  | —  |                                 | Storm in the Heartland |
| 1995                                         | "One Last Thrill"                     | —  | —   | —  | —  | —  | —  | —  | —  |                                 | Storm in the Heartland |
| 1995                                         | "The Fastest One in a One Horse Town" | 75 | —   | 73 | —  | —  | —  | —  | —  |                                 | Runnin' Wide Open      |
| 1996                                         | "Trail of Tears"                      | 69 | —   | 59 | —  | —  | —  | —  | —  |                                 | Trail of Tears         |
| 1997                                         | "Three Little Words"                  | 65 | —   | 61 | —  | —  | —  | —  | —  |                                 | Trail of Tears         |
| 1997                                         | "It's All the Same to Me"             | 19 | —   | 14 | —  | —  | —  | —  | —  |                                 | Cover to Cover         |
| 1998                                         | "Time for Letting Go"                 | 70 | —   | —  | —  | —  | —  | —  | —  |                                 | Shot Full of Love      |
| 1998                                         | "Busy Man"                            | 3  | 46  | 5  | —  | —  | —  | —  | —  |                                 | Shot Full of Love      |
| 1999                                         | "Give My Heart to You"                | 41 | —   | 63 | —  | —  | —  | —  | —  |                                 | Shot Full of Love      |
| "—" lançamentos que não entraram nas paradas |                                       |    |     |    |    |    |    |    |    |                                 |                        |

### Anos 2000
| 2000                                         | "You Won't Be Lonely Now"[B]                | 17 | 80 | —  | Southern Rain     |
| 2000                                         | "We the People"                             | 60 | —  | —  | Southern Rain     |
| 2001                                         | "Burn Down the Trailer Park"                | 43 | —  | —  | Southern Rain     |
| 2001                                         | "Crazy 'Bout You Baby"                      | 58 | —  | —  | Southern Rain     |
| 2001                                         | "Southern Rain"                             | 45 | —  | —  | Southern Rain     |
| 2002                                         | "Bread Alone"                               | —  | —  | —  | Time Flies        |
| 2002                                         | "What Else Is There"                        | —  | —  | —  | Time Flies        |
| 2003                                         | "Back to Memphis"                           | 60 | —  | —  | Time Flies        |
| 2003                                         | "Always Sixteen"                            | —  | —  | —  | The Other Side    |
| 2004                                         | "Face of God"                               | 54 | —  | —  | The Other Side    |
| 2004                                         | "The Other Side"                            | 45 | —  | —  | The Other Side    |
| 2006                                         | "Wanna Be Your Joe"                         | —  | —  | —  | Wanna Be Your Joe |
| 2006                                         | "I Want My Mullet Back"                     | —  | —  | —  | Wanna Be Your Joe |
| 2007                                         | "Ready, Set, Don't Go"                      | 47 | 85 | —  | Home at Last      |
| 2007                                         | "Ready, Set, Don't Go" (com Miley Cyrus)[C] | 4  | 37 | 47 | Home at Last      |
| 2008                                         | "Somebody Said a Prayer"                    | 33 | —  | —  | Back to Tennessee |
| 2009                                         | "Back to Tennessee"                         | 47 | —  | —  | Back to Tennessee |
| 2009                                         | "A Good Day"                                | 59 | —  | —  | Back to Tennessee |
| "—" lançamentos que não entraram nas paradas |                                             |    |    |    |                   |

### 2010 - presente
| 2011                                         | "Runway Lights" | —  | I'm American |
| 2011                                         | "Nineteen"      | 58 | I'm American |
| "—" lançamentos que não entraram nas paradas |                 |    |              |

## Outros singles
| 1991                                         | "Let's Open Up Our Hearts" | Various                                                                            | —  | —  | —  | —  | Sem álbum                  |
| 1992                                         | "Achy Breaky Heart"        | Alvin and the Chipmunks                                                            | —  | —  | —  | 53 | Chipmunks in Low Places    |
| 1993                                         | "Romeo"                    | Dolly Parton (com Mary Chapin Carpenter, Kathy Mattea, Pam Tillis, e Tanya Tucker) | 27 | 50 | 33 | —  | Slow Dancing with the Moon |
| 2003                                         | "When I Leave This House"  | Adam Gregory                                                                       | —  | —  | —  | —  | Workin' on It              |
| "—" lançamentos que não entraram nas paradas |                            |                                                                                    |    |    |    |    |                            |

### Outras canções nas paradas
| 1992                                         | "Some Gave All"[D]                     | 52 | —  | 86 | —  | —  | —  | Some Gave All     |
| 2009                                         | "Butterfly Fly Away" (com Miley Cyrus) | —  | 56 | —  | 50 | 56 | 78 | Back to Tennessee |
| "—" lançamentos que não entraram nas paradas |                                        |    |    |    |    |    |    |                   |

## Videografia

### Álbuns de vídeo
| Título                                                                 | Detalhes do álbum                                                                            | Certificações (vendas mundiais)      |
| ---------------------------------------------------------------------- | -------------------------------------------------------------------------------------------- | ------------------------------------ |
| Billy Ray Cyrus                                                        | - Data de lançamento: 1993 - Gravadora: PolyGram/Mercury Records - Formatos: VHS             | - CAN: 4× Platinum - US: 4× Platinum |
| Live on Tour                                                           | - Data de lançamento: 1993 - Gravadora: PolyGram/Mercury Records - Formatos: VHS             | - CAN: Platinum - US: 2× Platinum    |
| The Video Collection                                                   | - Data de lançamento: 27 de setembro de 1994 - Gravadora: PolyGram Video - Formatos: VHS     | - US: Platinum                       |
| One on One                                                             | - Data de lançamento: 8 de novembro de 1994 - Gravadora: PolyGram Video - Formatos: VHS      |                                      |
| Complete Video Collection                                              | - Data de lançamento: 1 de julho de 1997 - Gravadora: PolyGram Video - Formatos: VHS         |                                      |
| 20th Century Masters - The DVD Collection: The Best of Billy Ray Cyrus | - Data de lançamento: 24 de fevereiro de 2004 - Gravadora: Mercury Nashville - Formatos: DVD |                                      |

### Videoclipes
| Ano  | Video                                        | Diretor               |
| ---- | -------------------------------------------- | --------------------- |
| 1992 | "Achy Breaky Heart"                          | Marc Ball             |
| 1992 | "Could've Been Me"                           | Marc Ball/Kitty Moon  |
| 1992 | "Wher'm I Gonna Live?"                       | Marc Ball             |
| 1993 | "She's Not Cryin' Anymore"                   | Marc Ball             |
| 1993 | "Some Gave All"                              | Charley Randazzo      |
| 1993 | "In the Heart of a Woman"                    | Charley Randazzo      |
| 1993 | "Somebody New"                               | Charley Randazzo      |
| 1993 | "When I'm Gone"                              | Marc Ball             |
| 1994 | "Words by Heart"                             | Charley Randazzo      |
| 1994 | "Ain't Your Dog No More"                     | Charley Randazzo      |
| 1994 | "Talk Some"                                  | Charley Randazzo      |
| 1994 | "Storm in the Heartland"                     | Charley Randazzo      |
| 1995 | "Deja Blue"                                  | Charley Randazzo      |
| 1995 | "Fastest Horse in a One Horse Town"          | Charley Randazzo      |
| 1995 | "One Last Thrill"                            | Charley Randazzo      |
| 1996 | "Trail of Tears"                             | Richard Murray        |
| 1997 | "Three Little Words"                         | Michael McNamara      |
| 1998 | "Under the Hood"                             | Peter Zavadil         |
| 1998 | "Time for Letting Go"                        | Charley Randazzo      |
| 1998 | "Busy Man"                                   |                       |
| 1999 | "Give My Heart to You"                       | John Lloyd Miller     |
| 2000 | "You Won't Be Lonely Now"                    | Jim Shea              |
| 2000 | "We the People"                              | Deb Haus              |
| 2001 | "Burn Down the Trailer Park"                 | Peter Zavadil         |
| 2002 | "What Else Is There"                         |                       |
| 2002 | "Back to Memphis"                            |                       |
| 2003 | "When I Leave This House" (com Adam Gregory) |                       |
| 2003 | "Always Sixteen"                             | Marc Ball             |
| 2004 | "Face of God"                                | Marc Ball             |
| 2006 | "Wanna Be Your Joe"                          | Greg Chwerchak        |
| 2006 | "I Want My Mullet Back"                      | Mick Akins/Matt Smith |
| 2007 | "Stand" (com Miley Cyrus)                    | Matt Smith            |
| 2007 | "Ready, Set, Don't Go"                       | Elliot Lester         |
| 2008 | "Real Gone"                                  | Trey Fanjoy           |
| 2008 | "Somebody Said a Prayer"                     | Roman White           |
| 2009 | "Back to Tennessee"                          | Declan Whitebloom     |
| 2009 | "Thrillbilly"                                |                       |
| 2009 | "We'll Get By Somehow (We Always Do)"        |                       |
| 2011 | "Runway Lights"                              |                       |
| 2011 | "I'm American"                               |                       |

### Participações especiais
| Ano  | Video                                                                          | Diretor             |
| ---- | ------------------------------------------------------------------------------ | ------------------- |
| 1993 | "Romeo" (com Dolly Parton, Mary Chapin Carpenter, Kathy Mattea e Tanya Tucker) | Randee St. Nicholas |

## Aparições em álbums
| Ano  | Canção                                            | Álbum                                              |
| ---- | ------------------------------------------------- | -------------------------------------------------- |
| 1992 | "Achy Breaky Heart" (com Alvin and the Chipmunks) | Chipmunks in Low Places                            |
| 1993 | "Romeo"                                           | Slow Dancing with the Moon                         |
| 1994 | "Pictures Don't Lie"                              | Red Hot + Country                                  |
| 1995 | "Fastest Horse in a One-Horse Town"               | NASCAR: Runnin' Wide Open                          |
| 1995 | "Achy Breaky Heart"                               | Fifty Years of Country Music from Mercury          |
| 1996 | "Romeo"                                           | I Will Always Love You and Other Greatest Hits     |
| 1997 | "Bluegrass State of Mind"                         | The Real Deal: Country, Alternative and In-Between |
| 2001 | "Let's Go to the PBR"                             | Dancin' with Thunder                               |
| 2003 | "When I Leave This House" (com Adam Gregory)      | Workin' on It                                      |
| 2005 | "Some Gave All"                                   | Patriotic Country, Vol. 2                          |
| 2006 | "I Learned from You" (com Miley Cyrus)            | Hannah Montana                                     |
| 2006 | "I Wonder"                                        | Charlotte's Web                                    |
| 2007 | "Just As I Am"                                    | Kneel at the Cross                                 |
| 2007 | "Run Rudolph Run"                                 | Disney Channel Holiday                             |
| 2008 | "Real Gone"                                       | Country Sings Disney                               |
| 2008 | "Real Gone"                                       | Disneymania 6                                      |
| 2009 | "Back to Tennessee"                               | Hannah Montana: The Movie                          |
| 2009 | "Butterfly Fly Away" (com Miley Cyrus)            | Hannah Montana: The Movie                          |
| 2010 | "Love That Let's Go" (com Hannah Montana)         | Hannah Montana Forever                             |